# Higuera de la Serena
Higuera de la Serena est une commune d’Espagne, dans la province de Badajoz, communauté autonome d'Estrémadure.